# Skrivnost modrega diamanta
Tintin v Indiji ali Skrivnost modrega diamanta, je belgijska gledališka igra uprizorjena v treh dejanjih, avtorja Hergéja in Jacques Van Melkebeka. Vključuje Hergéjevega slavnega lika Tintina, in pokriva drugi del zvezka Faraonove cigare, kjer Tintin poskuša rešiti ukraden modri diamant. Dogodki zgodbe se dogajajo v kronologiji zgodb o Tintinu, med zvezkom Zlati rakci in Skrivnostna zvezda.

## Zgodovina
Van Melkebeke je napisal prvo in tretje dejanje, Hergé pa drugo. To je bilo prvič, da je Hergé tako tesno sodeloval z drugim avtorjem, za kreacijo enega od njegovih del. Predstava je bila izvedena v Théâtre Royal des Galeries v Bruslju v režiji Paula Riga, kjer je v javnosti doživela uspeh. Scenarij predstave je na žalost izgubljen.

## Seznam likov in igralska zasedba
Po vrstnem redu:
- Premier Badapour: Reginald Dourka Romane
- Durant in Durand: Marcel André — dva detektiva znana kot (v slovenščini) Petek in Svetek. V igri sta bila prvič imenovana — "Durant in Durand"; čeprav sta bila kasneje preimenovana v "Dupont in Dupond."[2]
- Dr. Mickey Nickolson: Georges Keppens
- Ga. Nickolson: Nelly Corbusier
- Maharadža Padakhore: Franz Joubert
- G. Chippendale (arheolog): Paul Riga
- Madame Chippendale: Christiane Wéry
- Viscount Koulanky, veleposlanik Rutiranije: Paul Saussus
- Tintin : Jeanne Rubens
- Fakir Caudebathimouva Thoubva: Dara Gee
- Maharadžin strežnik: Jean Dusart
- Rampura Lieutenant: Dara Gee

## Povzetek

### Prvo dejanje
Palača Pedakhore, Indija. Maharadža in povabljene osebe vstopijo: veleposlanik v Sildaviji, grof Koulanski, doktor Nicholson in njegova žena ter skoraj gluh arheolog Chippendale v spremstvu svoje žene. Telegram naznani prihod Tintina. Grof Koulanski je navdušen. Tintin je od prigod v Otokarjevem žezlu, v Sildaviji obravnavan kot heroj. Po prihodu mladega poročevalca se začne soareja. Caudebathimouva Thoubva naj bi pokazal hipnotizem, ki mu bo sledil velik indijski balet. Maharadža je na koncu soareje pripravil predstavitev za povabljene o slavnem modrem diamantu. Vendar pa je razkrito, da je diamant izginil. Tintin zaključi, da je tat med povabljenimi. Durant in Durand preiskujeta, vendar brez uspeha. Tintin predlaga, da tisti, ki jih je še treba zaslišati, nadaljujejo pot z njim na potovanju proti Sildaviji na Rampuri.

### Drugo dejanje
Na krovu Rampure Tintin zaslišuje tiste, ki so bili na dogodkih prejšnjo noč, toda eden od maharadžinih služabnikov pobegne iz ladje. Tintin se odloči poslati telegram, preden ladja prispe v Sildavijo.

### Tretje dejanje
Tintin v srednjeveški dvorani Sildavijskega gradu Chateau z uporabo svojega telegrama ujame tatu.

### Preverjeni viri
- Tintinologist.com Arhivirano 2013-12-15 na Wayback Machine.
- Assouline, Pierre; Ruas, Charles (2009). Hergé: The Man Who Created Tintin. Oxford University Press, USA. p. 218. ISBN 978-0-19-983727-4.
- Lofficier, Jean-Marc; Lofficier, Randy (2002). The Pocket Essential Tintin. Harpenden, Hertfordshire: Pocket Essentials. ISBN 978-1-84243-226-6.
- Peeters, Benoît (2012). Hergé: Son of Tintin. Tina A. Kover (translator). Baltimore, Maryland: Johns Hopkins University Press. ISBN 978-1-4214-0454-7. (First published 2002.)
- Sadoul, Numa (1975). Tintin et moi: entretiens avec Hergé [Tintin and I: Interviews with Hergé] (in French). Casterman. ISBN 978-2-08-080052-7.
- Thompson, Harry (1991). Tintin: Hergé and His Creation. London: John Murray Publishers Ltd. ISBN 978-1-84854-672-1.